# Stella Lewi
Stella Lewi (hebr.: סטלה לוי, ang.: Stella Levy, ur. 1924 w Syrii, zm. 19 lipca 1999) – izraelska żołnierka, politolog, psycholog i polityk, pułkownik Sił Obronnych Izraela, w 1981 poseł do Knesetu.

## Życiorys
Urodziła się w 1924 w Syrii, stanowiącej wówczas francuski mandat. Do Palestyny wyemigrowała wraz z rodziną w 1929. W Hajfie ukończyła szkołę średnią. Bardzo wcześnie została członkiem żydowskiej organizacji paramilitarnej Hagana. W czasie II wojny światowej służyła w oddziałach komunikacyjnych British Army (w latach 1942–1946). W 1948 ukończyła pierwszy oficerski kurs Sił Obronnych Izraela, a w wojnie o niepodległość Izraela dowodziła kobiecym plutonem wchodzącym w skład Brygady Karmeli. Ukończyła kurs dowódców batalionów i od 1951 dowodziła batalionem wchodzącym w skład Dowództwa Północnego.
Ukończyła psychologię na Uniwersytecie Hajfy oraz politologię na Uniwersytecie Telawiwskim. W latach 1964–1970 ponownie dowodziła batalionem podległym Północnemu Dowództwu, a w latach 1970–1974 mieszkała w Stanach Zjednoczonych i pełniła funkcję oficera łącznikowego w United States Army. W 1974 opuściła armię w stopniu pułkownika. W latach 1974–1976 pracowała w izraelskiej policji, skupiając się nad stworzeniem gwardii cywilnej.
Po opuszczeniu policji przystąpiła do tworzącego się wówczas Demokratycznego Ruchu dla Zmian (Dasz). Z listy tego ugrupowania startowała w wyborach parlamentarnych w 1977, nie zdobywając jednak miejsca w izraelskim parlamencie. Ostatecznie znalazła się w składzie dziewiątego Knesetu 20 lutego 1981 – po rezygnacji Stefa Wertheimera, wybranego z listy Dasz, a reprezentującego wówczas Szinui. Lewi na kilka miesięcy zasiadła w ławach poselskich jako poseł Szinui, w lipcowych wyborach nie obroniła miejsca w parlamencie.
Była członkiem Syjonistycznego Komitetu Wykonawczego oraz Światowego Kongresu Żydów.
Zmarła 19 lipca 1999 w wieku siedemdziesięciu pięciu lat.